# فرودگاه ایالتی نیوپورت (ورمانت)
 فرودگاه ایالتی نیوپورت، ورمونت (به انگلیسی: Newport State Airport (Vermont)) یک فرودگاه همگانی بهره‌برداری هوایی با کد یاتا EFK است که یک باند فرود آسفالت دارد و طول باند آن ۱۲۱۹ متر است. این فرودگاه در شهر نیوپورت، ورمونت کشور ایالات متحده آمریکا قرار دارد و در ارتفاع ۲۸۳ متری از سطح دریا واقع شده است.